# Gavin Douglas
Gavin Douglas (1474 – 1522) è stato un vescovo cattolico, traduttore e scrittore scozzese.

## Biografia
Era figlio cadetto del quinto conte di Angus. Nel 1515 ottenne il vescovado di Dunkel, che era da tempo vacante.
Autore di diverse opere letterarie, divenne noto per aver realizzato la prima traduzione in scozzese dell'Eneide, intitolata Eneados. Douglas la ultimò nel 1512, ma non poté assistere alla sua pubblicazione. Egli infatti morì di peste nel 1522, mentre l'Eneados vide la luce solo nel 1553.

## Genealogia episcopale
La genealogia episcopale è:
- Arcivescovo Andrew Forman
- Vescovo Gavin Douglas